# Фулда (град)
Фулда е град в централна Германия, провинция Хесен, наречен на едноименната река.

## География
Фулда се намира в централна Германия, на горното течение на река Фулда, недалеч от границите с провинциите Тюрингия и Бавария. Намира се между планините Рьон на изток и Фогелсберг на запад.
Фулда е най-големият град в регион Източен Хесен негов политически и културен център. Най-близлите големи градове са намират на повече от 100 км от Фулда: югозападно се намира Франкфурт на Майн (104 км), югоизточно — Вюрцбург (110 км), източно — Ерфурт (168 км) и северно — Касел (106 км).
През Фулда минава аутобанът A7 (Фюсен-Улм-Вюрцбург-Фулда-Касел-Хамбург) — най-дългият в Германия.

## Климат
Фулда се намира в умерения климатичен пояс.
- Средногодишна максимална температура: 12,6 °C[2]
- Средногодишна минимална температура: 4,8 °C[2]
- Средногодишно количество валежи: 664,7 mm[3]
- Средно дневно слънцегреене: 3,8 часа[3]